# Aoba Kawai
Pour les articles homonymes, voir Kawai (homonymie).
Aoba Kawai (河井 青葉, Kawai Aoba) est un mannequin et une actrice japonaise.

## Biographie
Repérée à l'âge de 15 ans, elle fut modèle dans des magazines tels que Non-no (en). Dans sa vingtaine, elle devint actrice.
En 2016, elle remporta le prix de la meilleure actrice dans un second rôle au 37e festival du film de Yokohama pour  Obon no Otōto et Sayonara Kabukichō.
En 2021, Contes du hasard et autres fantaisies de Ryūsuke Hamaguchi fut officiellement inscrit en compétition à la Berlinale 2021 où le film obtint le Grand prix du jury. Pour ce film, elle a aussi remporté le prix de la meilleure actrice au festival du film de Takasaki (ja)

## Filmographie sélective
- 2006 : Meatball Machine de Yūdai Yamaguchi et Jun'ichi Yamamoto
- 2008 : Passion de Ryūsuke Hamaguchi
- 2012 : Bakugyaku Familia (en)
- 2013 : xxxHOLiC
- 2014 : My Man de Kazuyoshi Kumakiri
- 2016 : Midnight Diner (série télévisée)
- 2021 : Hori-san to Miyamura-kun
- 2021 : Contes du hasard et autres fantaisies de Ryūsuke Hamaguchi